# Rory Storm and the Hurricanes
Rory Storm and the Hurricanes — скифл-группа из Ливерпуля, Англия. Другое название — Raving Texans. Выступали с 1959 по 1967 годы.

## Состав
- Алан Колдуэлл (Рори Сторм) — вокал
- Чарльз (Ту) О’Брайн — лид-гитара
- Джонни (Guitar) Бирн — ритм-гитара
- Уолли Эимонд (Лу Уолтерс) — бас-гитара
- Ричард Старки (Ринго Старр) — ударные

## История
11 октября 1959 года Storm and the Hurricanes приняли участие в проекте Кэрролла Льюиса, 'Search For Stars', в Liverpool Empire Theatre, заняв второе место из 150 участников конкурса.
Затем в состав «The Hurricanes» вошли Рори Сторм (вокал), Джонни Бирн (ритм-гитара), Чарльз О’Брайен (соло-гитара), Лу Уолтерс (бас гитара / вокал), и Ричард Старки (Ринго Старр) (барабаны).
В воскресенье 2 января 1960 года группа играла в клубе Cavern ("Пещера") вместе с «The Cy Laurie Jazz Band», а неделю спустя играла на разогреве у «The Saints Jazz Band» и «Terry Lightfoot’s New Orleans Jazz Band».
В Cavern, который тогда был джаз-клубом, было запрещено играть рок-н-ролл и это создавало проблемы рок-группам. 17 января 1960 Storm and the Hurricanes играли там вместе с «Micky Ashman’s Jazz Band» и «The Swinging Blue Jeans». Первой песней они сыграли «Cumberland Gap» (в стиле скиффл) Лонни Донегана, а затем «Whole Lotta Shakin' Goin On» (рок-н-ролл) Джерри Ли Льюиса, что крайне не понравилось фанатам джаза и скиффла. Тогда Rory Storm and the Hurricanes были освистаны и забросаны медными монетками. Директор Cavern Рей Макфол оштрафовал их на шесть шиллингов, но монет, собранных с пола, оказалось намного больше.
3 мая 1960 Storm and the Hurricanes выступили на ливерпульском стадионе вместе с Джином Винсентом. Ларри Парнес, заметивший их, заинтересовался «Ураганами», и пригласил их на прослушивание в Wyvern Club. 
В июле 1960 года Старр познакомился с Ленноном, который предложил ему участие в The Beatles.
В октябре 1960 года состоялась запись диска группы с участием The Beatles, которые приняли участие в записи скорее как сессионные музыканты. Так впервые The Beatles сыграли с ударником Rory Storm Ринго Старром. Позже Ринго принимал участие в записи пластинки The Beatles My Bonnie и один раз заменял приболевшего ударника группы Пита Беста во время выступлений в клубе Cavern.
В конце июля 1962 года продюсер The Beatles Джордж Мартин настоял на замене ударника. Независимо от мнения Мартина, к тому же решению уже пришли и сами члены группы. Кандидатуру Ринго Старра предложил Джордж Харрисон. После недолгих переговоров, 16 августа 1962 года он присоединился к The Beatles. Новым ударником группы стал Киф Хартли.

## Дискография
- Dr. Feelgood / I Can Tell, 1963
- America / Since You Broke My Heart, 1964